# La Derecha (álbum)
La Derecha es el primer álbum de estudio del grupo de rock colombiano La Derecha, publicado en 1994 en formato CD, casete y vinilo. Fue producido por Richard Blair.
Fue lanzado después de la participación del grupo en el recopilatorio Nuestro rock, de 1993, donde se incluyeron dos temas de la banda. Su sencillo «Ay, qué dolor» es considerada una de las mejores canciones del rock colombiano, incluida en los listados de Subterránicay Rolling Stone.
El álbum se caracteriza por la fusión del rock con ritmos latinos, así como influencias reconocidas por los propios integrantes de grupos como The Clash. La propuesta musical del grupo fue bien recibida, lo que les permitió que su primer álbum fuera distribuido por el sello mexicano Culebra, abrir el concierto del grupo australiano INXS en Bogotá el 24 de marzo de 1994 y ser invitados a la primera edición del festival Rock al Parque en 1995.

## Álbum
El sonido del disco oscila entre los ritmos latinoamericanos y el rock. A propósito, el baterista Josué Duarte declaró en una entrevista: "Creemos que el rock nacional debe buscar la originalidad, y ésta sólo se puede hallar en las raíces rítmicas colombianas como la salsa y lo festivo". Carlos Olarte, percusionista, complementó: "En esta producción incluimos instrumentos que no son parte de la tradición del rock, como las guacharacas, congas, claves, guaza y timbales".
Las grabaciones tuvieron lugar en el Estudio Master de Bogotá, Colombia. Fue producido y mezclado por Richard Blair, productor inglés que trabajó con Peter Gabriel y el grupo mexicano Azul Violeta. Respecto a la grabación, Mario Duarte comentó: "Como somos una banda con veneno en concierto, procuramos darle al disco un sonido que fuera lo más parecido a una presentación en vivo; por eso, grabamos sesiones completas con casi toda la banda presente".
«Desnudos» y «Tras de ti» inician con guitarras acústicas, y esta última pasa al final a un sonido mucho más roquero. El gran corte del disco, «Ay, qué dolor» tiene influencias de la salsa, ritmo muy popular en Colombia y en toda Latinoamérica; y la canción «Be a ele a de a (Balada)» tiene elementos del rap y el hip-hop en la voz.
La carátula estuvo a cargo de Susana Carrié y Diego Amaral. La contracarátula e interiores fueron obra de Hugo Ávila, Carlos Olarte y Mario Duarte.

## Lista de temas
| N.º   | Título                                                              | Escritor(es)                                 | Duración |  |
| 1.    | «¿Por qué?»                                                         | Mario Duarte                                 | 3:28     |  |
| 2.    | «El sucio imposible (Instrumental)»                                 | La Derecha, Richard Blair                    | 1:31     |  |
| 3.    | «Desnudos»                                                          | Mario Duarte                                 | 3:54     |  |
| 4.    | «Laguna azul»                                                       | Mario Duarte                                 | 4:04     |  |
| 5.    | «Tras de ti»                                                        | Mario Duarte                                 | 4:04     |  |
| 6.    | «Ay, qué dolor»                                                     | Mario Duarte, Carlos Olarte                  | 3:57     |  |
| 7.    | «Lola»                                                              | Verner Duarte, Luis Vidales, La Derecha      | 4:00     |  |
| 8.    | «Be a ele a de a (Balada)»                                          | La Derecha                                   | 3:00     |  |
| 9.    | «Sin catalogar»                                                     | Carlos Olarte, Mario Duarte                  | 3:34     |  |
| 10.   | «Directo Caracas (Documental)» (Incluida sólo en ediciones físicas) | La Derecha, Richard Blair                    | 0:16     |  |
| 11.   | «Paraíso congelado»                                                 | Natalia Suescún, Mario Duarte, Carlos Olarte | 4:26     |  |
| 36:12 |                                                                     |                                              |          |  |

## Personal

#### La Derecha
- Mario Duarte: Voz, teclados
- Francisco Nieto: Guitarras
- Juan Carlos Rivas: Bajo
- Josué Duarte: Batería y percusión
- Carlos Olarte: Batería, percusión y coros

#### Colaboradores
- Richard Blair: Producción y mezcla

## Reconocimientos

#### Sencillos
| Publicación   | País     | Trabajo         | Lista                                            | Año  | Puesto |
| ------------- | -------- | --------------- | ------------------------------------------------ | ---- | ------ |
| Subterránica  | Colombia | "Ay, qué dolor" | Las 100 mejores canciones del rock colombiano    | 2011 | 1      |
| Rolling Stone | Colombia | "Ay, qué dolor" | 50 grandes canciones colombianas                 | 2014 | 2      |
| AutopistaROCK | Colombia | "Ay, qué dolor" | Las 50 canciones más grandes del rock colombiano | 2014 | 7      |